# Cyrtandra crockerella
Cyrtandra crockerella är en tvåhjärtbladig växtart som beskrevs av Olive Mary Hilliard. Cyrtandra crockerella ingår i släktet Cyrtandra och familjen Gesneriaceae. Inga underarter finns listade i Catalogue of Life.